# Renate Breuer
Renate Breuer, född 1 december 1939 i Berlin, är en före detta tysk kanotist som vann OS-silver 1968 i K1 500 m och blev världsmästare i K2 500 m 1970.

## Karriär
Breuers kanotklubb var Kanuklub Charlottenburg där hennes make Hartmut Breuer var tränare. I tyska mästerskapen vann hon K1 500 m fem år i rad 1968, 1969, 1970, 1971 och 1972.  År 1967 blev hon också tysk mästare i K2 med Roswitha Esser.
Vid EM 1965 i K1 500 m vann hon brons samt också brons i K4 500 m med Elke Felten, Irene Rozema och Roswitha Esser. 
Vid EM 1967 i K2 500 meter vann hon brons tillsammans med Roswitha Esser. Samma år vann hon silver i K4 500 m med Roswitha Esser, Elke Felten och Sigrid Ritter. 
Vid EM 1969 vann hon silver i K1 500 m  och silver i K4 500 m  med Annemarie Zimmermann, Roswitha Esser och Elke Felten.
Vid VM 1966 vann hon silver i K4 500 m tillsammans med Sigrid Kummer, Roswitha Esser och Irene Rozema,  
Vid VM 1970 vid VM blev hon världsmästare i K2 500 meter med Roswitha Esser.  
Vid VM 1971 vann hon silver i K4 500 m med Roswitha Esser, Irene Pepinghege och Heiderose Wallbaum.